# Thomas Everett Thompson
Thomas Everett Thompson (* 3. November 1933 in Yorkshire; † 1. Januar 1990) war ein britischer Malakologe.
Thompson studierte an der University of Wales in Bangor mit dem Abschluss 1954 und dort 1957 bei Cyril Burden-Jones promoviert (über die Nacktkiemer-Überfamilie Doridoidea). Danach war er zwei Jahre in Port Erin auf der Isle of Man und ab 1959 Lecturer in Cardiff. 1963 wurde Lecturer an der University of Bristol, wo er 1973 Reader in Zoologie wurde.
Er war Experte für Hinterkiemerschnecken (Opisthobranchia), über die er eine Monographie schrieb.
Er war ein begabter Zeichner und plante ein Buch über marine Lebewesen in der Kunst, starb aber vorher bei einem Autounfall.

## Schriften
- Biology of the Ophistobranch Molluscs, Ray Society, 2 Bände, 1976, 1984 (Band 2 mit G. H. Brown)